# 2009 en sports équestres
Chronologie des sports équestres
- 2008 en sports équestres - 2009 en sports équestres - 2010 en sports équestres

Cet article présente les faits marquants de l'année 2009 en sports équestres.

## Événements

### Mai
- 3 mai : le cavalier allemand Meredith Michaels-Beerbaum sur Shutterfly et Plot Blue remporte la finale de la coupe du monde de saut d'obstacles 2008-2009 à Las Vegas (États-Unis)[1].
- 21 au 24 mai : Victoire de Nicolas Touzaint dans le CCE*** « Grand National » de Saumur (France)[2].

### Août
- 7 août : à l'issue de la dernière manche à Dublin (Irlande), l'équipe de France de saut d'obstacles remporte la coupe des nations 2009.

### Décembre
- 5 décembre au 14 décembre : 38e édition du Salon du cheval de Paris qui se tient pour la première fois au Parc des expositions de Paris-Nord Villepinte (France)[3].